# George Preddy
George E. Preddy Jr. (Greensboro, 5 febbraio 1919 – Langerwehe, 25 dicembre 1944) è stato un militare e aviatore statunitense che prestò servizio nella United States Army Air Forces come ufficiale aviatore durante la seconda guerra mondiale, ottenendo l'abbattimento di 26 aerei nemici.

## Biografia

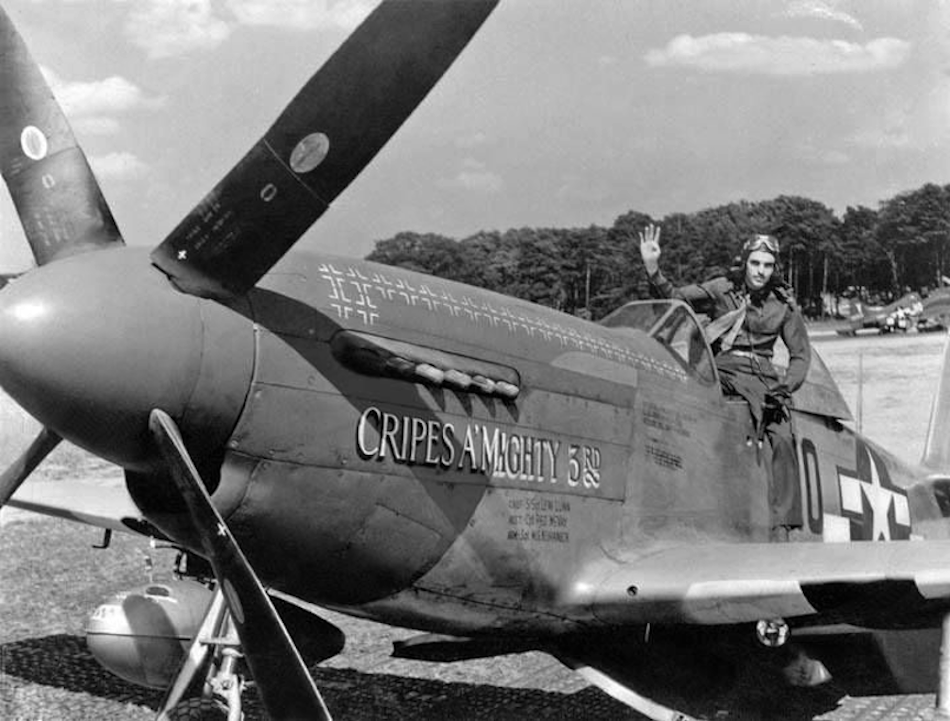
Major George E "Ratsy" Preddy Jr. del 352nd Fighter Group nel posto di pilotaggio del P-51 Mustang (HO-P, serial number 44-13321) soprannome Cripes A' Mighty 3rd.

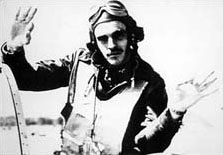
Il Major. George E. Preddy Jr.

Nacque a Greensboro, North Carolina, il 5 febbraio 1919, secondo dei quattro figli di George Earl Sr. e Clara Noah Preddy. Divenuto pilota sportivo, appassionato di acrobazia aerea, prima dell'entrata in guerra degli Stati Uniti d'America effettuò tre tentativi per arruolarsi nell'US Navy venendo scartato per problemi fisici. Nell'estate del 1940 riuscì ad arruolarsi nell'US Army Air Corps e terminato il periodo di addestramento, il 12 dicembre 1941, fu assegnato in servizio al 9th Pursuit Squadron del 49th Pursuit Group di stanza a Port Darwin, in Australia, equipaggiato con i caccia Curtiss P-40E. Nei successivi sei mesi fu  impegnato in missioni di addestramento e combattimento contro aerei giapponesi, venendo accreditato del danneggiamento di due aerei. Il 12 luglio 1942, durante una missione di "finta caccia", con altri 3 P-40E del suo reparto, il suo aereo entrò in collisione con un altro caccia e, mentre il collega, John Sauber, precipitava al suolo con il suo aereo rimanendo ucciso, egli riuscì a lanciarsi con il paracadute, rimanendo gravemente ferito. Dopo vari mesi trascorsi in ospedale, ripresosi dalle ferite, fu assegnato al 487th Fighter Squadron del 352nd Fighter Group dell'VII Fighter Command, destinato ad operare come scorta ai bombardieri dell'8th Air Force operante sul fronte europeo. Arrivò in Scozia con il suo reparto a bordo del transatlantico Queen Elizabeth, impiegato come trasporto truppe, il 5 luglio 1943. Il suo reparto era equipaggiato con i Republic P-47 Thunderbolt. ed egli dovette passare alcune settimane ad addestrarsi al suo pilotaggio. Di stanza sul campo d'aviazione di Bodney, il 352nd Fighter Group esordì in combattimento il 9 settembre 1943, ed egli colse la sua prima vittoria a spese di un Messerschmitt Bf 109 il 1 dicembre durante una missione di scorta ai bombardieri su Solingen. Il 22 dicembre conseguì la sua seconda vittoria abbattendo un cacciabombardiere Messerschmitt Me 210 poco a est della Zuider Zee, nei Paesi Bassi, mentre difendeva un bombardiere Consolidated B-24 Liberator attaccato da aerei nemici. Per questa azione fu insignito della Silver Star. Il 29 dicembre, mentre partecipava con il suo reparto ad una missione di scorta a 800 bombardieri inviati contro la zone industriale di Francoforte sul Meno riuscì ad abbattere, sulla costa francese, un caccia Focke-Wulf Fw 190. Il suo aereo venne colpito dalla contraerea mentre volava a bassa quota, rimanendo danneggiato ed egli, riportato il velivolo a 1.500 m di quota dovette lanciarsi con il paracadute da 600 m, finendo nel Mare del Nord. Gonfiato il canotto di salvataggio vi salì sopra, e poco tempo dopo arrivò un idrovolante della Royal Air Force a trarlo in salvo, protetto dal suo gregario, che era rimasto in zona a proteggere l'operazione. Durante la manovra un galleggiante dell'idrovolante si ruppe e dovette arrivare una motolancia di salvataggio della Royal Navy che lo prese a rimorchio e lo condusse sino al porto britannico più vicino. Nel mese di aprile il 352nd Fighter Group iniziò la conversione sul caccia North American P-51 Mustang nella versione B. Promosso maggiore pilota, il 30 aprile 1944 mentre volava a 5.000 m distrusse un caccia Fw 190 sopra Clermont, in Francia. Tra il 30 aprile e il 6 giugno, giorno dello sbarco in Normandia, abbatté altri 4 aerei e un altro in collaborazione, e tra il 12 giugno e il 5 agosto ulteriori 9, di cui 4 solamente il 18 luglio. Il 6 agosto il suo reparto fu inviato in una missione di scorta ai bombardieri Boeing B-17 Flying Fortress diretti contro Berlino, e quel giorno riuscì ad abbattere sei aerei nemici, tra cui due Bf 109 a circa 1.500 metri dal suolo. Gli abbattimenti vennero confermati dalla cine-mitragliatrice, ed egli fu insignito della Distinguished Flying Cross. Terminato il terzo ciclo operativo fu rimandato negli Stati Uniti d'America, ritornando volontariamente in Inghilterra nell'ottobre 1944 per un quarto turno, posto al comando del 328th Fighter Squadron del 352nd Fighter Group. Volando su un P-51D, il 2 novembre guidò il suo gruppo in una missione di scorta ai bombardieri diretti su Merseburg, e durante tale missione egli abbatté un caccia Bf 1909, mentre quel giorno il suo reparto conseguì un totale di 25 abbattimenti. Il 21 novembre distrusse un Fw 190, e poi la Luftwaffe sembrò sparire dai cieli per circa un mese, sino al 16 dicembre quando la Wehrmacht lanciò l'Offensiva delle Ardenne che mise in grossa difficoltà le forze Alleate. Per contrastare tale azione la 9th Air Force richiese l'invio di reparti da caccia in territorio europeo, e il 352nd Fighter Group fu rischierato sul campo d'aviazione Y-29 vicino ad Asch, in Belgio. Il 25 dicembre distrusse due caccia Bf 109, un G-10 e un G-14, del II/JG-27, a sud-ovest di Coblenza, i cui piloti, tenenti Fritz Koal e Karl-Heinz Schroder si salvarono con il paracadute. Spostatosi su richiesta del controllo aereo insieme al suo gregario, tenente Gordon Cartee, a sud-est di Liegi per contrastare dei caccia tedeschi che stavano mitragliando truppe alleate, i due velivoli vennero raggiunti da un terzo caccia del 479th Fighter Group, al comando del tenente Jim Bouchier. Avvistato un Fw 190D i tre aerei americani si misero in fila indiana per picchiare e inseguire l'aereo nemico, uscendo dalla picchiata alla quota di 150 m sorvolando il villaggio di Langerwehe. I tre aerei vennero improvvisamente fati segno da una postazione contraerea dell'US Army che li aveva scambiati per aerei nemici. Il suo velivolo fu visto da Cartee salire fino a 300 m, perdere il tettuccio, rovesciarsi e poi precipitare al suolo non dando scampo al pilota. Anche l'aereo di Bouchier fu colpito e abbattuto, ma il pilota riuscì a salvarsi. A quella data aveva conseguito 26 vittorie, settimo nella classifica degli aviatori statunitensi della seconda guerra mondiale, e primo tra i piloti di P-51 Mustang.
Anche suo fratello minore, William Preddy, del 339th Fighter Group, rimase ucciso in azione all'età di vent'anni, il 17 aprile 1945 durante un mitragliamento a bassa quota sull'aeroporto di Ceske Budejovice, in Cecoslovacchia.

## Onorificenze

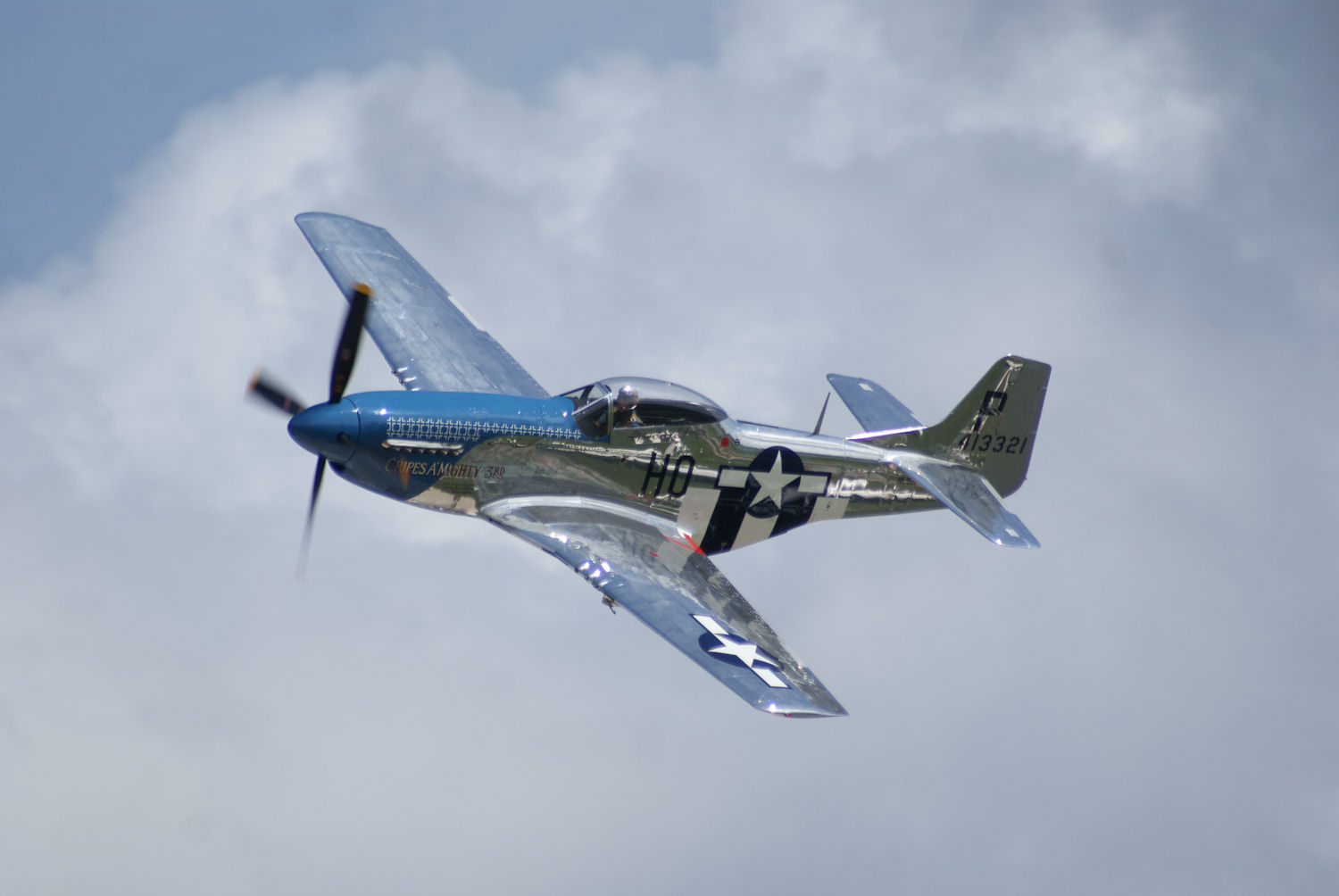
Il P-51 Mustang Cripes A Mighty 3rd restaurato.